# Комплекс інжинірингових послуг
Ко́мплекс інжині́рингових по́слуг — це інженерно-консультативні послуги.
Комплекс інжинірингових послуг включає: 
- технічні дослідження і послуги, пов'язані з підготовкою виробничого процесу: проведення передпроектних робіт, наукових досліджень і розробок, складання технічних завдань і техніко-економічних обґрунтувань будівництва промислових і інших об'єктів, проведення інженерно-дослідницьких робіт для будівництва об'єктів, розробка технічної документації, проектування і конструкторське пророблення об'єктів техніки і технології, післяпроектні послуги при монтажі і пуско-налагоджувальних роботах, а також спеціальні послуги, пов'язані із особливостями створення кожного конкретного об'єкта (аналіз екологічних проблем та інше);
- загальне технічне сприяння, що забезпечує оптимальний процес виробництва на об'єкті, включаючи консультації й авторський нагляд за устаткуванням, консультації економічного і фінансового характеру, кон'юнктурні і маркетингові дослідження, консультації по впровадженню систем інформаційного забезпечення тощо.

Ринок інжинірингових послуг — загальний обсяг інженерно-консультаційних послуг, наданих на світовому ринку. Його важко оцінити через недосконалість статистичної звітності, бо велика частина цих послуг входить у контракти на створення об’єктів за кордоном, постачання машинно-технічної продукції, у ліцензійні угоди і т. д.